# Tres hermanos
Tres hermanos es una película de dramática argentina dirigida por Francisco J. Paparella.
La película tuvo su estreno mundial en la sección oficial (competencia internacional) de la 37.ª edición del Festival Internacional de Cine de Mar del Plata. Recibió el Premio Especial del Jurado.

## Sinopsis
Tres hermanos, cazadores y aficionados al heavy metal, luchan con sus problemas personales en la densa Patagonia argentina. Mientras tanto, las lluvias amenazan con un alud en el bosque quemado que rodea su aserradero.

## Elenco
- Andy Gorostiaga como el hermano del medio
- Emanu Elish como el hermano mayor
- Ulices Yanzón como el hermano menor

## Premios y nominaciones
| Premio      | Fecha del evento     | Categoría               | Nominado                       | Resultado | Ref.  |
| ----------- | -------------------- | ----------------------- | ------------------------------ | --------- | ----- |
| Premios Sur | 26 de agosto de 2024 | Mejor dirección de arte | Ángela Torti y Micaela Urrutia | Nominadas | [ 4 ] |